# Dr. Ken (Fernsehserie)
Dr. Ken ist eine US-amerikanische Comedy-Fernsehserie, welche am 2. Oktober 2015 ihre Premiere beim Sender ABC feierte. Im Oktober 2015 bekam die Serie die so genannte Back nine order, welche die erste Staffel auf volle 22 Episoden bringt. Im Mai 2016 wurde die Serie um eine zweite Staffel verlängert, welche vom 23. September 2016 bis zum 31. März 2017 ausgestrahlt wurde. Am 12. Mai 2017 hat ABC die Serie nach zwei Staffeln offiziell eingestellt.

## Inhalt
Dr. Ken Park ist ein brillanter Arzt. Jedoch ist sein Privatleben, vor allem in Bezug auf seine Familie, genau das Gegenteil davon.

## Darsteller und Figuren

### Hauptdarsteller
- Ken Jeong als Dr. Ken Park
- Suzy Nakamura als Dr. Allison Park
- Tisha Campbell-Martin als Damona
- Jonathan Slavin als Clark Leslie Beavers
- Albert Tsai als Dave Park
- Krista Marie Yu als Molly Park
- Kate Simses als Dr. Julie Dobbs
- Dave Foley als Pat

### Gastdarsteller
- Margaret Cho als Dr. Wendi Park, Kens Schwester, Moderatorin einer Talkshow

## Episodenliste

### Staffel 1
| Nr. (ges.) | Nr. (St.) | Deutscher Titel | Originaltitel              | Erstausstrahlung USA | Deutschsprachige Erstausstrahlung (D/A) | Regie                | Drehbuch                                                                          | Zuschauer (USA) |
| ---------- | --------- | --------------- | -------------------------- | -------------------- | --------------------------------------- | -------------------- | --------------------------------------------------------------------------------- | --------------- |
| 1          | 1         | —               | Pilot                      | 2. Okt. 2015         | —                                       | Scott Ellis          | Jared Stern & Ken Jeong & Mike O’Connell Idee: Jared Stern & Ken Jeong & John Fox | 6,71 Mio.       |
| 2          | 2         | —               | The Seminar                | 9. Okt. 2015         | —                                       | Scott Ellis          | Mary Fitzgerald                                                                   | 5,72 Mio.       |
| 3          | 3         | —               | Ken Helps Pat              | 16. Okt. 2015        | —                                       | Andy Cadiff          | Matthew Libman & Daniel Libman                                                    | 5,76 Mio.       |
| 4          | 4         | —               | Kevin O’Connell            | 23. Okt. 2015        | —                                       | Mark Cendrowski      | Paul A. Kaplan & Mark Torgove                                                     | 5,97 Mio.       |
| 5          | 5         | —               | Halloween Aversary         | 30. Okt. 2015        | —                                       | Anthony Rich         | Erik Sommers                                                                      | 5,77 Mio.       |
| 6          | 6         | —               | Ken Teaches Molly a Lesson | 6. Nov. 2015         | —                                       | Andy Cadiff          | Mike Sikowitz                                                                     | 5,38 Mio.       |
| 7          | 7         | —               | Dr. Wendi: Coming to L.A.! | 13. Nov. 2015        | —                                       | Ken Whittingham      | Hilary Winston                                                                    | 5,26 Mio.       |
| 8          | 8         | —               | Thanksgiving Culture Clash | 20. Nov. 2015        | —                                       | Ken Whittingham      | Mike O’Connell                                                                    | 6,07 Mio.       |
| 9          | 9         | —               | Ken Cries Foul             | 4. Dez. 2015         | —                                       | Rob Schiller         | Mike Sikowitz                                                                     | 5,32 Mio.       |
| 10         | 10        | —               | The Master Scheduler       | 11. Dez. 2015        | —                                       | Beth McCarthy-Miller | Paul O’Toole & Andy St. Clair                                                     | 4,80 Mio.       |
| 11         | 11        | —               | Delayed in Honolulu        | 8. Jan. 2016         | —                                       | Anthony Rich         | Mike Sikowitz                                                                     | 5,40 Mio.       |
| 12         | 12        | —               | Ken's Physical             | 15. Jan. 2016        | —                                       | Victor Gonzalez      | Paul A. Kaplan & Mark Torgrove                                                    | 5,28 Mio.       |
| 13         | 13        | —               | D.K. and the Dishwasher    | 29. Jan. 2016        | —                                       | Scott Ellis          | Mary Fitzgerald                                                                   | 5,13 Mio.       |
| 14         | 14        | —               | Dave's Valentine           | 5. Feb. 2016         | —                                       | Anthony Rich         | Paul O’Toole & Andy St. Clair                                                     | 4,81 Mio.       |
| 15         | 15        | —               | The Wedding Sitter         | 19. Feb. 2016        | —                                       | Anthony Rich         | Daniel Libman & Matthew Libman                                                    | 4,89 Mio.       |
| 16         | 16        | —               | Meeting Molly's Boyfriend  | 26. Feb. 2016        | —                                       | Victor Gonzalez      | Nicole Sun                                                                        | 5,12 Mio.       |
| 17         | 17        | —               | Ken at the Concert         | 4. März 2016         | —                                       | Scott Ellis          | Nicole Sun                                                                        | 4,75 Mio.       |
| 18         | 18        | —               | Dicky Wexler's Last Show   | 11. März 2016        | —                                       | Mark Cendrowski      | Erik Sommers                                                                      | 4,53 Mio.       |
| 19         | 19        | —               | Ken's an Expert Witness    | 18. März 2016        | —                                       | Jean Sagal           | Mike O’Connell                                                                    | 5,23 Mio.       |
| 20         | 20        | —               | Dave's Sex Talk            | 8. Apr. 2016         | —                                       | Eric Dean Seaton     | Hilary Winston                                                                    | 4,68 Mio.       |
| 21         | 21        | —               | Korean Men’s Club          | 15. Apr. 2016        | —                                       | Anthony Rich         | Farhan Arshad                                                                     | 4,70 Mio.       |
| 22         | 22        | —               | Ken Tries Stand-Up         | 22. Apr. 2016        | —                                       | Anthony Rich         | Richard Lowe                                                                      | 4,59 Mio.       |

### Staffel 2
| Nr. (ges.) | Nr. (St.) | Deutscher Titel | Originaltitel                   | Erstausstrahlung USA | Deutschsprachige Erstausstrahlung (D/A) | Regie            | Drehbuch                      | Zuschauer (USA) |
| ---------- | --------- | --------------- | ------------------------------- | -------------------- | --------------------------------------- | ---------------- | ----------------------------- | --------------- |
| 23         | 1         | —               | Allison's Career Move           | 23. Sep. 2016        | —                                       | Phill Lewis      | Mike Sikowitz                 | 4,02 Mio.       |
| 24         | 2         | —               | Ken and Allison Share a Patient | 30. Sep. 2016        | —                                       | Phill Lewis      | Tim Doyle                     | 3,85 Mio.       |
| 25         | 3         | —               | Ken's Banquet Snub              | 7. Okt. 2016         | —                                       | Phill Lewis      | Hilary Winston                | 3,90 Mio.       |
| 26         | 4         | —               | Dr. Ken: Child of Divorce       | 14. Okt. 2016        | —                                       | Phill Lewis      | Mary Fitzgerald               | 4,13 Mio.       |
| 27         | 5         | —               | D.K.'s Korean Ghost Story       | 21. Okt. 2016        | —                                       | Phill Lewis      | Jim Brandon & Brian Singleton | 4,43 Mio.       |
| 28         | 6         | —               | Ken Learns Korean               | 4. Nov. 2016         | —                                       | Phill Lewis      | Mary Fitzgerald               | 4,12 Mio.       |
| 29         | 7         | —               | Dave Goes on Shark Tank         | 11. Nov. 2016        | —                                       | Mark Cendrowski  | Paul O’Toole & Andy St. Clair | 4,41 Mio.       |
| 30         | 8         | —               | Allison's Thanksgiving Meltdown | 18. Nov. 2016        | —                                       | Anthony Rich     | Mike Sikowitz                 | 4,66 Mio.       |
| 31         | 9         | —               | D.K.'s New Girlfriend           | 2. Dez. 2016         | —                                       | Jude Weng        | Nicole Sun                    | 4,42 Mio.       |
| 32         | 10        | —               | Ken's Apology                   | 9. Dez. 2016         | —                                       | Anthony Rich     | Hilary Winston                | 4,45 Mio.       |
| 33         | 11        | —               | A Park Family Christmas         | 16. Dez. 2016        | —                                       | Eric Dean Seaton | Tim Doyle                     | 4,50 Mio.       |
| 34         | 12        | —               | Ken's New Intern                | 6. Jan. 2017         | —                                       | Anthony Rich     | Jim Brandon & Brian Singleton | 5,48 Mio.       |
| 35         | 13        | —               | Jae Meets the Parks             | 13. Jan. 2017        | —                                       | Anthony Rich     | Warren Hutcherson             | 4,81 Mio.       |
| 36         | 14        | —               | A Day in the Life               | 20. Jan. 2017        | —                                       | Anthony Rich     | Mary Fitzgerald               | 4,63 Mio.       |
| 37         | 15        | —               | Ken and the Basketball Star     | 27. Jan. 2017        | —                                       | Anthony Rich     | Paul O’Toole & Andy St. Clair | 5,18 Mio.       |
| 38         | 16        | —               | A Dr. Ken Valentine's Day       | 3. Feb. 2017         | —                                       | Anthony Rich     | Hilary Winston                | 4,65 Mio.       |
| 39         | 17        | —               | Pat's Rash                      | 17. Feb. 2017        | —                                       | Phill Lewis      | Lisa McQuillan                | 4,23 Mio.       |
| 40         | 18        | —               | Allison Finds a Lump            | 24. Feb. 2017        | —                                       | Phill Lewis      | Jim Brandon & Brian Singleton | 4,56 Mio.       |
| 41         | 19        | —               | Ken's Professor                 | 19. März 2017        | —                                       | Mark Cendrowski  | Mike O’Connell                | 3,91 Mio.       |
| 42         | 20        | —               | Ken and the CEO                 | 17. März 2017        | —                                       | Ron Moseley      | Nicole Sun                    | 4,43 Mio.       |
| 43         | 21        | —               | Clark's Big Surprise            | 24. März 2017        | —                                       | Phill Lewis      | Lisa McQuillan                | 4,14 Mio.       |
| 44         | 22        | —               | Ken's Big Audition              | 31. März 2017        | —                                       | Phill Lewis      | Jim Brandon & Brian Singleton | 4,02 Mio.       |